# Perlín ostrobřichý
Perlín ostrobřichý (Scardinius erythrophthalmus (Linnaeus, 1758)) je nedravá sladkovodní ryba z čeledi kaprovitých (Cyprinidae).

## Vzhled a velikost
Perlín je vedle plotice obecné, které se velmi podobá, dalším zástupcem skupiny tzv. bílých ryb. Jeho typickým znakem je ostrý, šupinami pokrytý kýl na břiše za břišními ploutvemi. Tělo je ze stran zploštělé, malá ústa směřují vzhůru. Hřbet je modrozelený, břicho stříbřitě bílé. Kromě šedých, slabě načervenalých hřbetních a prsních ploutví jsou všechny ostatní ploutve sytě červené, díky čemuž si vysloužil přezdívky jako červenopeřice, červenka atd. Od plotice se liší zejména vyšším tělem (plotice má více „proudnicový“ tvar), dále tmavší duhovkou oka a také postavením břišních ploutví vzhledem k ploutvi hřbetní – perlín má břišní ploutve poněkud předsunuté, zatímco u plotice začínají zhruba ve stejné úrovni jako hřbetní ploutev.
Přestože ryby patří mezi živočichy s tzv. neukončeným růstem. Tak perlín se řadí k těm menším druhům. Průměrná délka se pohybuje kolem 15-30cm, ale jsou zaznamenání i rekordmani s délkou až 45cm. Hmotnost dospělců se pohybuje v maximu do 1kg. 

## Rozšíření v ČR
Perlín se vyskytuje zejména v zarostlých stojatých vodách. Jde tedy zejména o tůně, odstavná ramena, pískovny, rybníky a úseky cejnového pásma, méně často také parmového pásma řek. V České republice se nejhojněji vyskytuje na Jižní Moravě a to zvláště na řece Dyji a nádržích na ni. 

## Ekologie a potrava
V České republice je považován za tzv. plevelnou rybu, u které není zákonem stanovena nejmenší lovná míra. 
Perlín stejně jako plotice žije v hejnech. V hejnech najdeme většinou jedince stejné velikosti a pohybují se volně ve vodním sloupci a často i v blízkosti hladiny. Důvodů, proč se tyto ryby shlukují může být hned několik. Možným důvodem může být tzv. princip sobeckého stáda, kdy důvodem sdružování z pohledu jedinců není větší bezpečnost všech, ale snaha mít mezi sebou a nebezpečím jiného jedince. Mladí jedinci si často vybírají mělčiny s hustým porostem, který jim slouží jako úkryt před predátory jako jsou třeba štiky (Esox lucius).
Perlíny najdeme často v přítomnosti vodního rostlinstva. Rostliny poskytují perlínům nejen potravu a úkryt, ale i substrát k výtěru. Potrava perlína se může měnit v průběhu života. Mladí jedinci se živí především planktonem nebo drobnými bezobratlými. Postupem času dochází ke specializaci na ryze rostlinou potravu. Jedná se především o řasy a jiné vodní rostliny. Pokud je nedostatek potravu, může se dospělí perlín uchýlit i k lovu bezobratlých a v krajních případech může dojít i ke kanibalismu vůči vlastnímu potěru. 

## Rozmnožování
Perlíni jsou pohlavně aktivní už ve druhém roce života. Vytírají se často ve skupinách na rostlinstvo, v případě nedostatku i na jiné substráty. Výtěr většinou probíhá ve dvou dávkách. K prvnímu dochází v průběhu května a trvá až do půlky června kde samice uvolní asi 3/4 jiker a k druhému o měsíc později, kdy samice uvolní zbylé jikry. Samice mívají 15 000 - 100 000 jiker. Na jednu samici připadá více samců, může tak dojít k větší variabilitě potomstva je větší jistota že všechny jikry budou oplodněné.
Pohlavní dimorfismus u perlínů není tak nápadný. Pouze samci mají při období páření jemnou třecí vyrážku na přední části těla. 
V některých případech se můžeme setkat s i kříženci. Perlín se často kříží s ploticí nebo ouklejí. 

## Lov
Ve většině případů je perlín používám spíše jako nástražná ryba. Na háček se často chytí náhodně. Ale v chovných rybnících, kde můžou dorůstat maximálních velikostí se můžou stát i trofejními kousky nebo jako tréninkovou rybou pro začínající "muškaře." 